# Ivo Robić
Ivo Robić (Garešnica (Joegoslavië), heden Kroatië, 28 januari 1923 - Rijeka, 9 maart 2000) was een Joegoslavische schlagerzanger.

## Carrière
Robić startte zijn muziekcarrière met een studie aan het conservatorium in Zagreb, met het doel om muziekdocent te worden. Hij leerde daar piano, saxofoon, klarinet, fluit en basviool te spelen. Daarnaast zong hij bij het dansorkest van Radio Zagreb, waar hij werd ontdekt door het platenlabel Jugoton, dat in 1948 met Robić een single produceerde. In het toenmalige Joegoslavië was hij tot 1977 de succesvolste platenster bij Jugoton met ongeveer 100 geluidsdragers. Vanaf 1977 nam hij ook platen op voor het Tsjechoslowaakse label Supraphon. Aan het begin van de jaren 1950 lonkte het buitenland en ging hij ook optreden in Tsjecho-Slowakije, Oostenrijk en in de voormalige DDR.
Zijn eerste optreden in Duitsland was in Hof (Beieren). Pas in 1958 kreeg hij een contract, dankzij zijn vrouw, die demobandjes stuurde aan diverse platenlabels, waarop Polydor als enige reageerde met een uitnodiging voor Robić om proefopnamen te maken. In mei 1959 werden zijn eerste singles Morgen, die door Peter Moesser werd gecomponeerd en door Bert Kaempfert werd geproduceerd, en Ayayay Paloma uitgebracht, nadat eerder twee covertitels  van The Chessman en Ray Peterson werden verworpen. Morgen werd een wereldhit, met een tweede plaats in het muziekblad Musikmarkt, maar desondanks goed voor een platina plaat en de Bronzen Leeuw van Radio Luxemburg. Zelfs het Amerikaanse muziekmagazine Billboard nam het oorspronkelijke nummer op in de top 100 op de 13de plaats. Ook in Groot-Brittannië bereikte het nummer plaats 23. Robić was zelfs te gast in de Perry Como Show, de Ed Sullivan Show en de Dick Clark Show.
Het nummer Muli-Song (1960) kwam in Duitsland op de zevende plaats. Het nummer Mit 17 fängt das Leben erst an (1961) werd een absolute hit en bereikte de hoogste notering in de hitlijsten van Musikmarkt en bleef 32 weken genoteerd. Het nummer Ein ganzes Leben lang (1962) bereikte de 8ste plaats. Daarna ging het tot 1967 iets bergaf en de successen bleven uit. In 1968 trok Bert Kaempfert zich terug als producent en in zijn plaats kwam Kai Warner. Na het nummer Ich zeig dir den Sonnenschein (1971, 45ste plaats) beëindigde Polydor in 1973 het contract.

## Privéleven en overlijden
Robić vertrok samen met zijn vrouw Marta definitief naar Kroatië naar het vissersdorp Ičići, waar hij een huis bezat aan de Kroatische Rivièra.Tot aan zijn dood in 2000 was hij erevoorzitter bij de Kroatische Muzikantenunie. Hij overleed aan de gevolgen van een galblaasoperatie op 77-jarige leeftijd in een ziekenhuis in Rijeka. Zijn laatste rustplaats bevindt zich op het Zagrebse Mirogoj-kerkhof.

## Hits in Duitsland
- 1959: Morgen
- 1961: Mit 17 fängt das Leben erst an
- 1963: Danke schön
- 1966: Rot ist der Wein

## Discografie

### Singles
| Publicatie | A/B-kant                                                      | Polydor-Nummer |
| ---------- | ------------------------------------------------------------- | -------------- |
| 1959       | Morgen / Ay, ayay Paloma                                      | 23 923         |
| 1960       | Rhondaly / Muli-Song                                          | 24 138         |
| 1960       | Endlich / So allein                                           | 24 234         |
| 1960       | Mit 17 fängt das Leben erst an / Auf der Sonnenseite der Welt | 24 405         |
| 1961       | Tiefes blaues Meer / Wenn ich in deine Augen schau            | 24 540         |
| 1961       | Glaub’ daran / Jezebel                                        | 24 672         |
| 1962       | Schau dich nicht um / Träume vom Glück                        | 24 827         |
| 1962       | Ein ganzes Leben lang / Ich denk’ nur ans Wiedersehn          | 24 897         |
| 1962       | Danke schön / Geh’ doch nicht vorbei                          | 52 001         |
| 1963       | Danke schön / Traumlied                                       | 52 160         |
| 1964       | Sonntag in Amsterdam / Zuhause, wieder zuhause sein           | 52 249         |
| 1964       | Hochzeit in Montania / Laß dein little Girl nie weinen        | 52 352         |
| 1964       | Schenk mir all deine Zärtlichkeit / Nie mehr                  | 52 353         |
| 1966       | Rot ist der Wein / Wer so jung ist wie du                     | 52 637         |
| 1966       | Fremde in der Nacht / Wiederseh’n                             | 52 708         |
| 1967       | Die Welt war schön / Geh nicht vorbei                         | 52 875         |
| 1967       | So wie’s früher einmal war / Was wird bleiben                 | 52 820         |
| 1969       | Geh doch nicht am Glück vorbei / Wer das Wunder kennt         | 53 157         |
| 1971       | Ich zeig’ dir den Sonnenschein / Die erste Liebe im Leben     | 2041 160       |

### Vinylalbums
| Publicaties | Titel                               | Label             |
| ----------- | ----------------------------------- | ----------------- |
| 1968        | Ivo Robić singt Kaempfert-Erfolge   | Polydor 249270    |
| 1966        | Schlager-Erinnerungen mit Ivo Robič | Karussell 535005  |
| 1969        | Unvergessene Hits                   | Polydor / 31 9095 |

### CD-albums
| Publicatie | Titel                          | Label                 |
| ---------- | ------------------------------ | --------------------- |
| 2000       | Träume vom Glück               | Polydor 43 850-2      |
| 2000       | Mit 17 fängt das Leben erst an | Bear Family 513 967-2 |

## Singles in de Verenigde Staten
| Publicatie    | Titel                         | Label       |
| ------------- | ----------------------------- | ----------- |
| Augustus 1959 | Morgen / Ay, ayay Paloma      | Laurie 3033 |
| Januari 1960  | The Happy Muleteer / Rhondaly | Laurie 3045 |
| Mei 1960      | Endless / So Alone            | Laurie 3055 |

- Gemeinsame Normdatei: 134499379
- International Standard Name Identifier: 0000 0001 1605 4589
- Library of Congress Control Number: no2003070287
- Nationale Bibliotheek van Letland: 000338657
- MusicBrainz: 85dada73-e848-4cec-bf4f-c5718bd74ef0
- Virtual International Authority File: 21835172
- WorldCat: E39PBJxMgXvxmQVXpCxgCVdG73